# St.-Nepomuk-Statue (Großwenkheim)

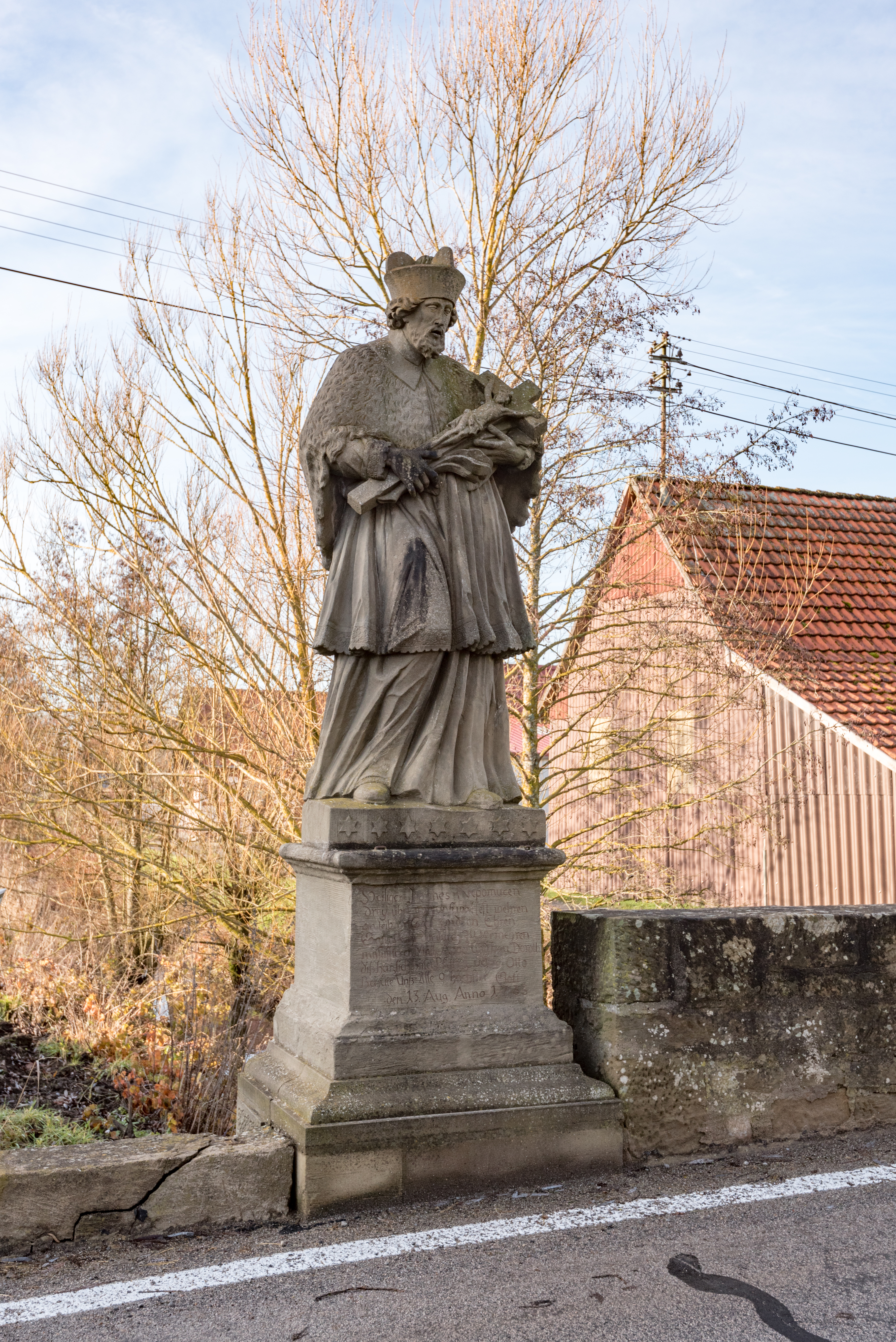
St.-Nepomuk-Statue in Großwenkheim.

Die St.-Nepomuk-Statue befindet sich Großwenkheim, einem Gemeindeteil der Stadt Münnerstadt im unterfränkischen Landkreis Bad Kissingen und steht auf der Brücke über den Wannigsbach an der Straße zum Rindhof. Sie gehört zu den Baudenkmälern von Münnerstadt und ist unter der Nummer D-6-72-135-155 in der Bayerischen Denkmalliste registriert.

## Beschreibung
Die 176 cm hohe und etwa 63 cm breite Statue besteht aus Sandstein und entstand im Jahr 1733.
Der Sockel ist als Abschluss an das Brückengeländer angefügt und trägt folgende Inschrift:

„Heiliger Johannes Nepomucem

drey übel von uns wollest wehren

an leib, an Seel und an Ehr

Gottes Ehr dadurch zu vermehren!

Mitstifteren Matth. Appel und Frau Doroth.

Dieß herzlich bittet Pfarr. Ludwig Otto.

Behüt unß Alle, o höchster Gott!
Den 13. Aug. Anno 1733“

Hinten am Sockel steht die Inschrift:

„Stiffter

dieses Bilds

Mattheus Appel 1733“

Einige Partien der Statue sind vergoldet. An der vorderen Leiste befanden sich fünf goldene Sterne als Verzierung, die in Bezug zur Legende des hl. Nepomuk stehen.
Eustach Schmitt schrieb in seinen Aufzeichnungen:

„Geschichte: Bei der erstmssligen Aufstellung war das Gesicht des Hriligen zum Wasser zugekehrt. Dieß weiß man aus der Überlieferung: Der hiesige Basilius Matthäus Balling, genannt Wilmanöz, geb. 14.6.1787, wohnhaft Hs.Nr.83, war als Soldat Reiter zur Zeit der Franzosenkriege: Als seine Militärzeit beendet war, da ist gegen ein jedesmaliges Entgelt von 200 Gulden für mehrere andere hiesige Burschen "eingestanden". Dadurch musst er 1812 mit nach Rußland. Dort erlebte er am Schluss die Niederlage Napoleons. Er konnte sich nur dadurch retten, daß er als kühner Reiter, nachdem er mit dem geschlagenen Heer an die eisführende Beresina kam, seine Sünden bereute, sich bekreuzte, und mit seinem treuen Pferd in die reißenden Fluten ging. Schwer war der Kampf von Roß und Reiter mit dem Wasser und mit den Eisschollen. Doch kamen beide wieder glücklich herüber und er erreichte die Heimat wieder. Mittlerweile (1806) war unsere Wannigbrücke neu gebaut worden und man hatte die Johannesstatue umgewendet, Gesicht gegen die Straße. Als nun der Wilmenöz von Kleinwenkheim herauf, die Wannig entlang, an die Brücke kam, da klopfte er mit seinem Stock an den heiligen Johannes und sagte: "Na, du Mann, hast dich auch rumgedreht."“